# Vladimír Durdík mladší
Vladimír Durdík mladší (23. května 1949, Smižany – 9. března 2003, Bratislava) byl slovenský herec a syn Vladimíra Durdíka staršího.
Pocházel z herecké rodiny. Studium herectví na Vysoké škole múzických umění ukončil v roce 1971. Po čtyřletém účinkování ve Štátném divadle v Košicích od roku 1975 působil ve Slovenském národním divadle v jeho činoherním souboru.
Jeho chlapecký zjev ho v prvních letech profesionálního hereckého účinkování předurčil k ztvárňovaní lyricko-romantických kladných hrdinů, stejně na jevišti jako v televizních filmech Místo v domě (1973), Tereza (1976), v televizní sáze Povstalecká historie (1984). Často účinkoval i v televizních inscenacích, např. Mozoľovci (1975), Hviezdoslavova eposů Ezo Vlkolinský (1978) a Gábor Vlkolinský (1978), kde vytvořil postavu Gábora Vlkolinského. V dvoudílné historické inscenaci Soluňští bratři (1984) ztvárnil postavu Koceľa.

## Filmografie
- 1960: Trinásťroční – pov. Strieborný Favorit (Dušan)
- 1972: Ďaleko je do neba (Peter Klenč)
- 1974: Ohnivé križovatky (Ondrej Beluš)
- 1975: Stretnutie (Peťo)
- 1976: Červené víno (Marek)
- 1978: Hrozba (Ondřej Kašík)
- 1978: Poéma o svedomí (Dragutin Šmidke)
- 1979: Rosnička (Romeo)
- 1983: Zbohom, sladké driemoty (Milan Repík)
- 1984: Návrat Jána Petru (Martin Petro)
- 1984: Už se nebojím (Jožkov otec)
- 1985: Jako jed (Karol Tomčány)
- 1986: Cena odvahy (námestník riaditeľa Prokeš)
- 1986: Kohút nezaspieva (zverolekár Šustek)
- 1987: Nemožná (muž)
- 1989: Právo na minulosť (Schreiber)
- 1991: Un coeur à prendre (TV - Dva kroky od raja), r. Michel Vianey, Francúzsko
- 1996: Holčičky na život a na smrt (klient)
- 2000: Dračie srdce 2 (Dragonheart: A New Beginning), r. Dough Lefler, USA (starý muž)